# Newscoop
Newscoop es un administrador de contenido libre y de código abierto multilingüe hecho para medios de comunicación, antes conocido como Campsite. El 17 de enero de 2011, Sourcefabric anunció el cambio de nombre de Campsite a Newscoop.
Newscoop 3.5 fue lanzado el 31 de enero de 2011. Esta versión incluye funciones como la generación de artículos con autores múltiples, interfaz de geolocalización, un incremento sensible en la velocidad de respuesta del sistema en general y una presentación completamente renovada siempre teniendo en mente el trabajo periodístico.
Newscoop 3.5.1 fue lanzado el 18 de febrero de 2011 como una actualización de seguridad de la versión anterior. En ella se solventaron temas relacionados con vulnerabilidades XSS en la página de ingreso admin y otras de igual índole detectadas en la interfaz gráfica del usuario.
Newscoop cuenta con un manual en español para periodistas y editores alojado en FLOSS Manuals.

## Ejemplos
Sitios web que usan Newscoop como gestor de contenido pueden ser Afghanistan Today o la West Africa Democracy Radio. Esta última ganó una distinción especial en los premios Knight Batten para innovación en el periodismo del 2011.
En español cabe destacar los medios digitales CTXT de España o El Faro de El Salvador 